# Identi.ca
identi.ca è un servizio gratuito di social network basato sul software open source Pump.io ovvero uno stream server.

## Caratteristiche
identi.ca si differenzia da altri social network principalmente per l'uso di tecnologie open source in luogo di soluzioni proprietarie. Tra queste si segnalano l'aderenza alle specifiche OpenMicroBlogging, il supporto al protocollo XMPP, la compatibilità con OpenID e la gestione dell'ontologia FOAF.
Altre caratteristiche del servizio identi.ca sono:
- Supporto alla geolocalizzazione tramite Google Maps;
- Strumento Gruppi che permette agli iscritti di partecipare a discussioni pubbliche su di un determinato tema;
- Gestione degli hashtag per classificare il contenuto dei post;
- Tag clouds per evidenziare gli argomenti più trattati da ogni utente;
- Distribuzione dei contenuti sotto licenza Creative Commons Attribution;
- Supporto multilingua.

## Storia del servizio
Il servizio identi.ca viene lanciato il 1º luglio 2008 per offrire una piattaforma di semplice utilizzo basata sul software Laconi.ca. Nelle prime 24 ore di funzionamento il sito raggiunge gli 8000 iscritti che producono 19000 aggiornamenti. Il 4 novembre del 2008 viene superata la soglia del milione di iscritti. Nel 2009 il software Laconi.ca viene ridenominato StatusNet. Nel 2013 viene abbandonato il software StatusNet in favore di Pump.io non senza qualche difficoltà, in quanto quest'ultima è senz'altro una piattaforma meno testata rispetto alla precedente.